# Justicia longii
Justicia longii là một loài thực vật có hoa trong họ Ô rô. Loài này được Hilsenb. mô tả khoa học đầu tiên năm 1990.